# Министерство иностранных дел Германии
Министерство иностранных дел Федеративной Республики Германия (нем. Auswärtiges Amt, AA) — одно из важнейших министерств Германии, учреждено в 1870 году. 
До 1919 года возглавлялось секретарем иностранных дел, позднее — министром иностранных дел. В средствах массовой коммуникации встречаются укороченные названия и сокращения министерства: Министерство иностранных дел Германии, МИД Германии, МИД ФРГ.

## Здание
В 2000 году министерство было переведено из Бонна в Берлин и заняло здание, в котором с 1959 года по 1990 год располагался ЦК СЕПГ.

## Департаменты
Федеральное министерство иностранных дел разделено на одиннадцать отделов. Некоторые цифры (от 1 до 7) и некоторые сокращения используются для кратких обозначений (например, европейский отдел = отдел E). 
- Центральное управление  по регулированию внутренних дел
- Политический департамент (2) , координирует внешнюю политику Германии в рамках Общей внешней политики и политики безопасности ЕС , а также отношения с Северной Америкой , Восточной Европой и Центральной Азией
- Европейский департамент (E), отвечающий за формирование европейской политики Германии
- Департамент Азии и Тихого океана (AP) , отвечающий за отношения с азиатскими государствами - прежде всего с Китаем, а также с Афганистаном и Пакистаном.
- Политический отдел, поддерживает отношения со странами Ближнего Востока, Африки, Латинской Америки, Карибского бассейна и Азии.
- Департамент предотвращения кризисов, стабилизации, мироустройства и гуманитарной помощи (S)
- Департамент международного порядка, Организации Объединенных Наций и контроля над вооружениями (OR) за сотрудничество с органами Организации Объединенных Наций и политику в области разоружения
- Департамент экономики и устойчивого развития
- Юридический отдел, руководитель которого также имеет функциональное звание «Советник по международному праву».
- Департамент культуры и коммуникаций  для планирования и контроля немецкой зарубежной политики в области культуры, образования, коммуникации и СМИ.
- Протокол, организует визиты иностранных гостей в Германию, а также заграничные поездки федерального канцлера , федерального президента и федерального министра иностранных дел.
- Существуют также межведомственные рабочие подразделения. Они обычно создаются на основе текущих ситуаций или для планирования и осуществления будущей деятельности, которая влияет на местное отделение.